# Gran Premio di superbike di Hockenheim 1993
Il Gran Premio di Superbike di Hockenheim 1993 è stata la seconda prova su tredici del Campionato mondiale Superbike 1993, è stato disputato il 9 maggio sul Hockenheimring e ha visto la vittoria di Giancarlo Falappa in gara 1, mentre la gara 2 è stata vinta da Scott Russell.

## Risultati

### Gara 1

#### Arrivati al traguardo[3]
| Pos. | Nº  | Pilota               | Motocicletta | Tempo     | Griglia | Punti |
| ---- | --- | -------------------- | ------------ | --------- | ------- | ----- |
| 1º   | 9   | Giancarlo Falappa    | Ducati       | 29:26.530 | 3º      | 20    |
| 2º   | 5   | Fabrizio Pirovano    | Yamaha       | +0:00.220 | 6º      | 17    |
| 3º   | 4   | Carl Fogarty         | Ducati       | +0:00.390 | 4º      | 15    |
| 4º   | 6   | Aaron Slight         | Kawasaki     | +0:00.640 | 5º      | 13    |
| 5º   | 15  | Adrien Morillas      | Kawasaki     | +0:00.870 | 7º      | 11    |
| 6º   | 11  | Scott Russell        | Kawasaki     | +0:01.180 | 1º      | 10    |
| 7º   | 19  | Andreas Hofmann      | Kawasaki     | +0:17.480 | 9º      | 9     |
| 8º   | 32  | Terry Rymer          | Yamaha       | +0:28.440 | 10º     | 8     |
| 9º   | 14  | Christer Lindholm    | Yamaha       | +0:31.060 | 15º     | 7     |
| 10º  | 75  | Roger Kellenberger   | Yamaha       | +0:31.540 | 23º     | 6     |
| 11º  | 20  | Jeffry de Vries      | Yamaha       | +0:34.420 | 19º     | 5     |
| 12º  | 111 | Edwin Weibel         | Ducati       | +0:34.850 | 14º     | 4     |
| 13º  | 45  | Dominique Sarron     | Yamaha       | +0:35.230 | 20º     | 3     |
| 14º  | 40  | Udo Mark             | Yamaha       | +0:36.670 | 24º     | 2     |
| 15º  | 52  | Bernhard Schick      | Ducati       | +0:44.170 | 21º     | 1     |
| 16º  | 34  | Mauro Lucchiari      | Ducati       | +0:44.370 | 17º     |       |
| 17º  | 23  | Fabrizio Furlan      | Kawasaki     | +0:44.610 | 28º     |       |
| 18º  | 37  | Hervé Moineau        | Suzuki       | +0:56.980 | 22º     |       |
| 19º  | 54  | Tripp Nobles         | Honda        | +0:57.300 | 35º     |       |
| 20º  | 72  | Valerio Destefanis   | Yamaha       | +0:57.610 | 27º     |       |
| 21º  | 46  | Brian Morrison       | Kawasaki     | +0:57.960 | 29º     |       |
| 22º  | 76  | Rainer Jänisch       | Suzuki       | +0:58.170 | 30º     |       |
| 23º  | 74  | Peter Rubatto        | Ducati       | +1:05.240 | 33º     |       |
| 24º  | 70  | Aldeo Presciutti     | Ducati       | +1:05.490 | 25º     |       |
| 25º  | 30  | Ernst Gschwender     | Kawasaki     | +1:22.040 | 16º     |       |
| 26º  | 63  | Edgar Schnyder       | Ducati       | +1:41.040 | 37º     |       |
| 27º  | 79  | Karl-Heinz Henneman  | Yamaha       | +1:47.570 | 38º     |       |
| 28º  | 39  | Hans Peter Klampfer  | Yamaha       | +1:47.970 | 39º     |       |
| 29º  | 62  | Roberto Biagioli     | Kawasaki     | +1:48.820 | 36º     |       |
| 30º  | 10  | Piergiorgio Bontempi | Kawasaki     | +1 giro   | 11º     |       |
| 31º  | 26  | Árpád Harmati        | Yamaha       | +3 giri   | 32º     |       |

#### Ritirati
| Nº | Pilota            | Motocicletta | Giri     | Griglia |
| -- | ----------------- | ------------ | -------- | ------- |
| 80 | Simon Crafar      | Ducati       | +1 giro  | 18º     |
| 7  | Stéphane Mertens  | Ducati       | +4 giri  | 2º      |
| 8  | Daniel Amatriaín  | Ducati       | +7 giri  | 26º     |
| 17 | Baldassarre Monti | Ducati       | +8 giri  | 13º     |
| 27 | Fred Merkel       | Yamaha       | +10 giri | 12º     |
| 56 | Karl Truchsess    | Kawasaki     | +10 giri | 31º     |
| 16 | Juan Garriga      | Ducati       | +11 giri | 8º      |

### Gara 2

#### Arrivati al traguardo[4]
| Pos. | Nº  | Pilota               | Motocicletta | Tempo     | Griglia | Punti |
| ---- | --- | -------------------- | ------------ | --------- | ------- | ----- |
| 1º   | 11  | Scott Russell        | Kawasaki     | 29:06.530 | 1º      | 20    |
| 2º   | 16  | Juan Garriga         | Ducati       | +0:01.570 | 8º      | 17    |
| 3º   | 9   | Giancarlo Falappa    | Ducati       | +0:02.040 | 3º      | 15    |
| 4º   | 6   | Aaron Slight         | Kawasaki     | +0:03.590 | 5º      | 13    |
| 5º   | 5   | Fabrizio Pirovano    | Yamaha       | +0:03.830 | 6º      | 11    |
| 6º   | 7   | Stéphane Mertens     | Ducati       | +0:10.740 | 2º      | 10    |
| 7º   | 4   | Carl Fogarty         | Ducati       | +0:10.980 | 4º      | 9     |
| 8º   | 15  | Adrien Morillas      | Kawasaki     | +0:26.380 | 7º      | 8     |
| 9º   | 10  | Piergiorgio Bontempi | Kawasaki     | +0:38.110 | 11º     | 7     |
| 10º  | 80  | Simon Crafar         | Ducati       | +0:38.450 | 18º     | 6     |
| 11º  | 111 | Edwin Weibel         | Ducati       | +0:38.790 | 14º     | 5     |
| 12º  | 27  | Fred Merkel          | Yamaha       | +0:48.560 | 12º     | 4     |
| 13º  | 14  | Christer Lindholm    | Yamaha       | +0:51.880 | 15º     | 3     |
| 14º  | 75  | Roger Kellenberger   | Yamaha       | +0:54.100 | 23º     | 2     |
| 15º  | 8   | Daniel Amatriaín     | Ducati       | +0:58.170 | 26º     | 1     |
| 16º  | 45  | Dominique Sarron     | Yamaha       | +0:58.900 | 20º     |       |
| 17º  | 40  | Udo Mark             | Yamaha       | +1:03.040 | 24º     |       |
| 18º  | 52  | Bernhard Schick      | Ducati       | +1:04.030 | 21º     |       |
| 19º  | 26  | Árpád Harmati        | Yamaha       | +1:04.280 | 32º     |       |
| 20º  | 46  | Brian Morrison       | Kawasaki     | +1:04.490 | 29º     |       |
| 21º  | 54  | Tripp Nobles         | Honda        | +1:07.840 | 35º     |       |
| 22º  | 37  | Hervé Moineau        | Suzuki       | +1:08.080 | 22º     |       |
| 23º  | 72  | Valerio Destefanis   | Yamaha       | +1:16.640 | 27º     |       |
| 24º  | 17  | Baldassarre Monti    | Ducati       | +1:26.130 | 13º     |       |
| 25º  | 56  | Karl Truchsess       | Kawasaki     | +1:30.120 | 31º     |       |
| 26º  | 70  | Aldeo Presciutti     | Ducati       | +1:41.180 | 25º     |       |
| 27º  | 63  | Edgar Schnyder       | Ducati       | +1:57.270 | 37º     |       |
| 28º  | 79  | Karl-Heinz Henneman  | Yamaha       | +2:06.490 | 38º     |       |
| SQ   | 39  | Hans Peter Klampfer  | Yamaha       | +1 giro   | 39º     |       |

#### Ritirati
| Nº | Pilota           | Motocicletta | Giri     | Griglia |
| -- | ---------------- | ------------ | -------- | ------- |
| 76 | Rainer Jänisch   | Suzuki       | +3 giri  | 30º     |
| 23 | Fabrizio Furlan  | Kawasaki     | +4 giri  | 28º     |
| 30 | Ernst Gschwender | Kawasaki     | +10 giri | 16º     |
| 74 | Peter Rubatto    | Ducati       | +10 giri | 33º     |
| 34 | Mauro Lucchiari  | Ducati       | +11 giri | 17º     |
| 20 | Jeffry de Vries  | Yamaha       | +11 giri | 19º     |
| 62 | Roberto Biagioli | Kawasaki     | +11 giri | 36º     |
| 19 | Andreas Hofmann  | Kawasaki     | +12 giri | 9º      |
| 32 | Terry Rymer      | Yamaha       | +13 giri | 10º     |